# Hannes Tiainen
Johannes Tiainen dit Hannes Tiainen (né le 9 février 1914 à Sortavala et mort le 8 avril 2001 à Helsinki) est un agronome et homme politique finlandais,. 

## Carrière politique
Hannes Tiainen est vice-ministre des Affaires sociales des gouvernements Fagerholm II (5.3.1956-27.5.1957) et  Kekkonen V (22.10.1954-3.3.1956), vice-ministre des Transports et des Travaux publics des gouvernements Fagerholm II (3.3.1956-27.5.1957) et Kekkonen V (20.10.1954-3.3.1956) ainsi que vice-ministre de l'Agriculture des gouvernements  Törngren (5.5.1954 - 20.10.1954)	et Kekkonen III (3.12.1952 - 9.7.1953).